# 淮安有軌電車
淮安有軌電車（わいあんゆうきでんしゃ、簡体字中国語: 淮安有轨电车）は中華人民共和国江蘇省淮安市にある路面電車である。
運賃は2元である。

## 概要
2014年2月19日に着工、2015年12月28日に1号線が開業した。

## 路線

### 運営中
- 1号線（23駅）

体育館駅、淮海東路駅、運河広場駅、老壩口駅、水渡口駅、政務中心駅、深圳路駅、廈門路駅、八亭橋駅、汕頭路駅、三亜路駅、板閘駅、大劇院駅、森林公園駅、烏沙河駅、河下駅、礼字壩駅、古末口駅、華西路駅、紀念館駅、東岳廟駅、龍光閣駅、南門駅

## 参照
1. ↑  “淮安有轨电车试运营实行购票乘车 全程2元”. 2016年9月5日閲覧。